# Priesterboord

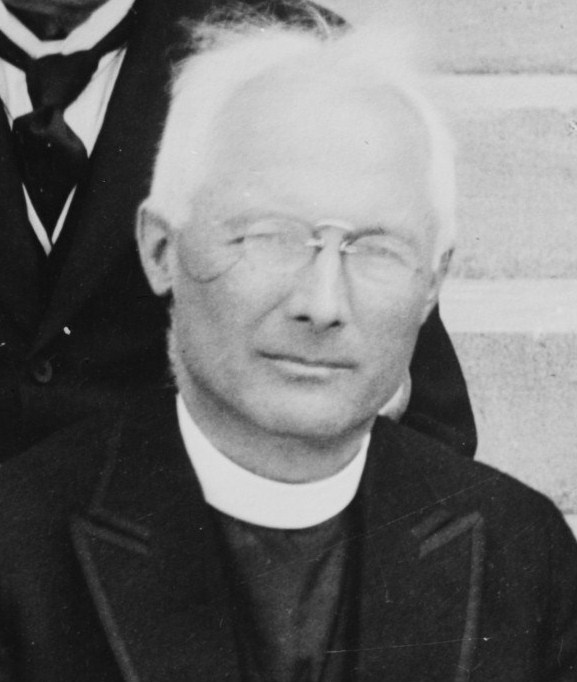
Tridentijnse boord

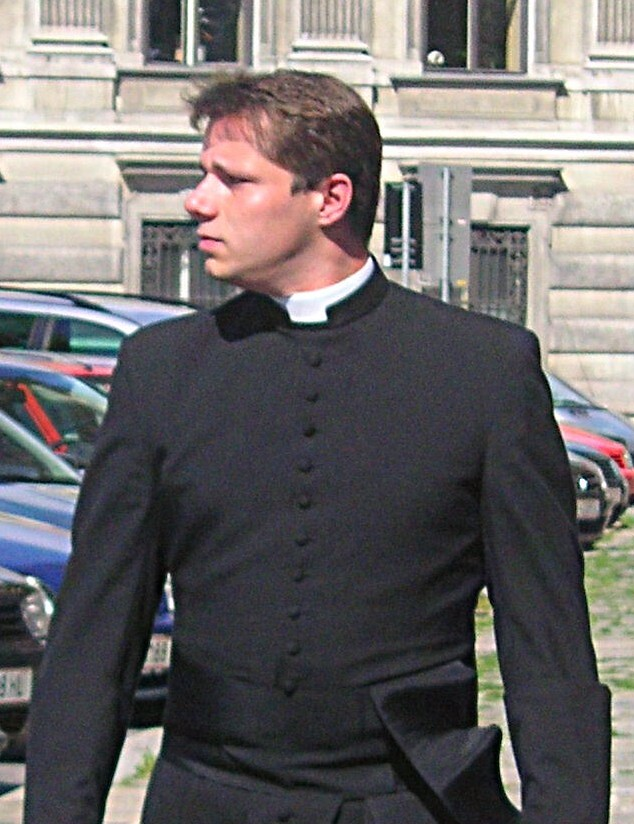
Romeinse boord

De priesterboord of het collaar is een witte, staande boord die de kraag vormt van de kledij van katholieke en anglicaanse geestelijken, maar ook sommige protestantse predikanten willen ze nog weleens dragen. De kraag waarin de witte boord past, is zwart voor een priester en diaken, paars voor een bisschop, rood voor een kardinaal en wit voor de paus.
De priesterboord is een van de meest in het oog vallende kenmerken waaraan men een priester of diaken kan herkennen. In de Nederlandse kerkprovincie is het een verplicht onderdeel van de klerikale kledij. In Nederland dragen de wat oudere geestelijken tegen de regels in meestal burgerkledij (vaak maar niet altijd voorzien van een kruisje als herkenningsteken). In België wordt de priesterboord relatief weinig gedragen.
Vroeger droegen priesters bijna uitsluitend de soutane, waarop de boord werd gedragen. De soutane wordt echter minder vaak gedragen dan vroeger (voor het Tweede Vaticaans Concilie), hoewel de jongere Nederlandse priester 'bij gelegenheid' de soutane juist weer wat vaker draagt. De kleur van de soutane voor een priester is zwart en om de hals dragen de geestelijken een witte kraag.

## Uitvoeringen
Door de opkomst van de clergyman is er een bepaalde evolutie waar te nemen in de uitvoering van de priesterboord:

### Tridentijnse boord
De Tridentijnse boord loopt om de gehele hals en wordt van achteren met een klein knoopje gesloten. Het is de voorloper van de Romeinse boord. Vandaag de dag wordt hij minder vaak gedragen, maar vóór het Tweede Vaticaans Concilie (1962-1965) was het de standaard.

### Romeinse boord
De Romeinse boord loopt net als de Tridentijnse boord om de gehele hals en wordt van achteren met een klein knoopje gesloten. Er is echter een opstaande zwarte kraag, waardoor men als het ware alleen een wit rechthoekje ziet. Boven de opstaande zwarte kraag ziet men de witte boord nog doorlopen. De Romeinse boord wordt thans veel gedragen, naast de Amerikaanse boord. Als voordeel wordt gezegd dat de Romeinse boord 'chiquer' is, maar lastiger is af te nemen. De Romeinse boord wordt vaak verwerkt in een clergyman.

### Amerikaanse boord
De Amerikaanse boord komt alleen in de clergyman voor. Het is als het ware een overhemd waarvan de boordomslag aan de halslijn is vastgenaaid. In aldus ontstane tunnel in de kraag steekt men een kunststof reepje van ca. 10 cm lang. De Amerikaanse boord wordt thans veel gedragen, omdat hij makkelijk los te maken is.

### Duitse boord
De Duitse boord lijkt nog het meest op een wit overhemd waarover een zwarte trui wordt gedragen, terwijl de kraag van het hemd weer over de trui wordt geslagen. Men ziet twee uitstekende witte punten. Vooral Duitse paters dragen deze vorm van de boord relatief vaak.